# Mecicobothriidae
Mecicobothriidae vormen een familie van spinnen. De familie telt 4 beschreven geslachten en 9 soorten.

## Geslachten
- Mecicobothrium Holmberg, 1882